# Ajdin Hrustić
Ajdin Hrustić (* 5. Juli 1996 in Dandenong, Melbourne) ist ein australisch-bosnischer Fußballspieler. Der Offensivspieler steht bei Heracles Almelo unter Vertrag und ist australischer A-Nationalspieler.

## Hintergrund
Hrustić, dessen Mutter Rumänin und dessen Vater Bosnier ist, wurde in Dandenong, 35 Kilometer vom Melbourner Stadtzentrum entfernt, geboren und wuchs dort auf. Er lebte bis um das Jahr 2010 herum mit seinen Eltern in Australien, bevor die Familie nach England zog. Hrustić besitzt neben der australischen auch die bosnische Staatsbürgerschaft.

## Karriere

### Verein
Hrustić begann im Melbourner Vorort Heatherton mit dem Fußballspielen. Seine weiteren Jugendjahre verbrachte er in England, wohin seine Eltern um 2010 herum zogen, bei Nottingham Forest, in Österreich beim FK Austria Wien, in Deutschland beim FC Schalke 04 und in den Niederlanden beim FC Groningen. Beim FC Schalke 04 gewann er u. a. zusammen mit Leroy Sané mit der U17-Mannschaft 2013 die Westdeutsche Meisterschaft. Für die U19-Mannschaft von Schalke konnte Hrustić aufgrund einer Verletzung lange Zeit nicht spielen. 2014 erfolgte der Wechsel zum FC Groningen. In den Niederlanden erhielt er 2015 seinen ersten Profivertrag. Sein erstes Spiel in der Eredivisie bestritt er am 1. April 2017 beim torlosen Remis gegen den AZ Alkmaar, nachdem er seit Februar 2017 in sieben Spielen auf der Bank gesessen hatte. 15 Tage später erzielte er sein erstes Erstligator.
In der Rückrunde der Saison 2017/18 erkämpfte sich Hrustić nach und nach einen Stammplatz und konnte zum Ende der Spielzeit 18 Punktspieleinsätze (ein Tor) für sich verbuchen, wobei er in 14 davon in der Startelf stand und dabei auf den offensiven Außenbahnen (linker und rechter Außenstürmer) oder als zentraler oder offensiver Mittelfeldspieler eingesetzt wurde. Der FC Groningen belegte zwischenzeitlich den 15. Tabellenplatz und hatte dabei lediglich zwei Punkte Vorsprung auf den letzten Platz – gleichbedeutend mit dem direkten Abstieg. Am Saisonende belegte die Mannschaft den 12. Platz. Genau wie in der vorangegangenen Spielzeit absolvierte Hrustić in der Saison 2018/19 in der Eredivisie 18 Einsätze, wobei er am Anfang der Saison zur Stammelf gehörte – er hatte einen Platz im Mittelfeld –, in der Folge allerdings sich öfters auf der Ersatzbank wiederfand oder gar nicht im Spieltagskader stand. In 18 Punktspielen stand er in 10 davon in der Startformation. War das Team in der Hinrunde noch in den Abstiegskampf verwickelt, gelang es ihm in der zweiten Saisonhälfte dank einer Leistungssteigerung auf den achten Platz hochzuklettern und es qualifizierte sich somit für die ligainternen Play-offs um die Teilnahme an der Europa League. Dort schieden die Groninger nach einem 2:1-Hinspielsieg sowie einer 1:3-Rückspielniederlage gegen Vitesse Arnheim aus. In der Saison 2019/20 gelang ihm der Durchbruch, als er sich einen Stammplatz im rechten Mittelfeld erkämpfte und 25 Partien absolvierte, wobei er mit Ausnahme von zwei Spielen in jeder Partie in der Anfangself stand. Die Saison musste aufgrund der COVID-19-Pandemie vorzeitig abgebrochen werden.
Ende September 2020 wechselte Hrustić zum Bundesligisten Eintracht Frankfurt, bei dem er einen Dreijahresvertrag unterschrieb. In seiner ersten Saison in der Bankenmetropole war er unter Adi Hütter kein Stammspieler und kam zu lediglich elf Bundesligaeinsätzen, wobei er in jeder dieser Partien als zentraler Mittelfeldspieler oder im offensiven Mittelfeld eingesetzt wurde. In dieser Saison stand die Eintracht lange auf einem Champions-League-Platz, der am Saisonende in einen fünften Platz und damit der Teilnahme an der Europa League mündete. Am 9. Mai 2021 erzielte der Australier im Sitzen sein erstes Pflichtspieltor für die Frankfurter zum 1:1-Endstand gegen den 1. FSV Mainz 05 und wurde dafür von der Sportschau als Torschütze des Monats ausgezeichnet. In der Spielzeit 2021/22 kam Hrustić unter Frankfurts neuem Trainer Oliver Glasner wettbewerbsübergreifend zu 28 Pflichtspieleinsätzen, wobei er seine einzigen beiden Saisontore in einem Bundesligaspiel gegen den VfB Stuttgart erzielte. In der Europa League spielte er sich mit seiner Mannschaft bis ins Finale, in dem er am 18. Mai 2022 gegen die Glasgow Rangers in der Verlängerung eingewechselte wurde. Im anschließenden Elfmeterschießen verwandelte der Mittelfeldspieler seinen Versuch und verhalf seiner Mannschaft damit zum Titelgewinn.
Am letzten Tag der Sommertransferperiode 2022 wechselte Hrustić zum italienischen Erstligisten Hellas Verona. Nachdem er in seinem ersten Spiel nach seinem Wechsel nur auf der Bank saß, kam er in der Folgezeit in jedem Spiel zum Einsatz, ehe er daraufhin die meiste Zeit sowohl wegen einer unbekannten Verletzung als auch wegen einer Operation am Knöchel ausfiel. So hatte Hrustić in seinem ersten Jahr in der Serie A lediglich sechs Einsätze zu verbuchen gehabt. Für seinen Verein war Abstiegskampf angesagt und am Ende der Saison stand der 18. Platz, womit sie in ein Entscheidungsspiel gegen Spezia Calcio, dem Tabellen-17., mussten. Jenes gewann Hellas Verona mit 3:1 und sicherte sich somit den Klassenerhalt. Für Hrustić änderte sich in der folgenden Spielzeit nichts, weshalb er sich entschloss, in der Wintertransferperiode der Saison 2023/24 den Verein zu wechseln.
Im Januar 2024 wechselte er auf Leihbasis bis Saisonende zu Heracles Almelo in die Niederlande und kehrte somit nach mehr als drei Jahren in die Eredivisie zurück. Er wurde schnell Stammspieler und wurde dabei als zentraler Mittelfeldspieler oder als rechter Außenstürmer eingesetzt. Dabei gelang ihm ein Tor und Heracles schaffte zum Saisonende den Klassenerhalt. Nach der Leihe schloss er sich im Sommer 2024 dem italienischen Zweitligisten US Salernitana an.
Im Sommer 2025 wechselte Hrustić erneut zu Heracles Almelo.

### Nationalmannschaft

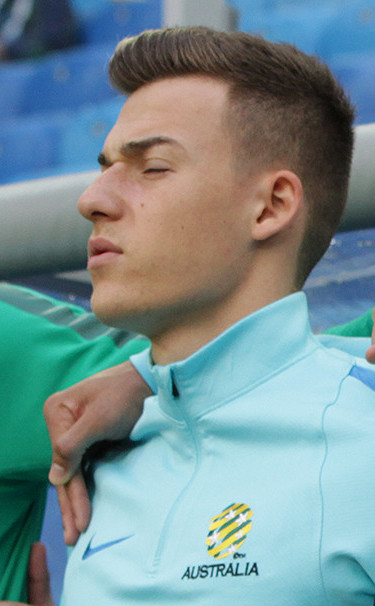
Hrustić bei der Nationalmannschaft (2017)

Im August 2013 erhielt Hrustić eine Einladung für die U19 von Bosnien und Herzegowina und im Februar 2014 wurde er für einen Lehrgang der U19-Auswahl von Bosnien und Herzegowina berufen. Im März 2017 wurde er für einen australischen Entwicklungskader mit 17 bis 22 Jahre alten Spielern, die überwiegend in Europa spielen, für ein Trainingslager in Spanien berufen. Am 24. März 2017 spielte er erstmals für die U23-Mannschaft bei einem Freundschaftsspiel gegen die U21-Mannschaft von Österreich. Im Januar 2018 nahm er mit der U23-Mannschaft an der asiatischen U23-Meisterschaft in der Volksrepublik China teil, schied mit der Mannschaft aber nach der Gruppenphase aus.
Ende Mai 2017 nominierte ihn Australiens Nationaltrainer Ange Postecoglou als jüngsten Spieler für den Kader mit 23 Spielern, der Australien beim FIFA-Konföderationen-Pokal 2017 vertrat. Hrustić war einer von drei Spielern, die bei der Nominierung noch ohne A-Länderspieleinsatz waren. Am 13. Juni 2017 wurde er in der 57. Minute beim 0:4 gegen Brasilien zu seinem ersten Einsatz für die A-Nationalmannschaft eingewechselt. Beim Turnier, das für Australien nach den drei Gruppenspielen beendet war, kam er nicht zum Einsatz. Im Oktober 2019 wurde Hrustić in zwei A-Länderspielen der Qualifikation für die WM 2022 eingesetzt. Nachdem er anschließend über anderthalb Jahre keine Berücksichtigung gefunden hatte, absolvierte er Anfang Juni 2021 sein Startelfdebüt in der A-Nationalmannschaft und erzielte mit dem Tor zum 3:0-Endstand gegen Kuwait zudem seinen ersten Länderspieltreffer.

## Erfolge
Eintracht Frankfurt
- Europa-League-Sieger: 2022

Auszeichnungen
- Torschütze des Monats: Mai 2021